# Nidder-Kaserne
Die Nidder-Kaserne war eine militärische Anlage in der Gemeinde Schöneck im Main-Kinzig-Kreis die 1962 als Lager Schöneck begründet wurde und bis 2005 bestand.

## Geschichte

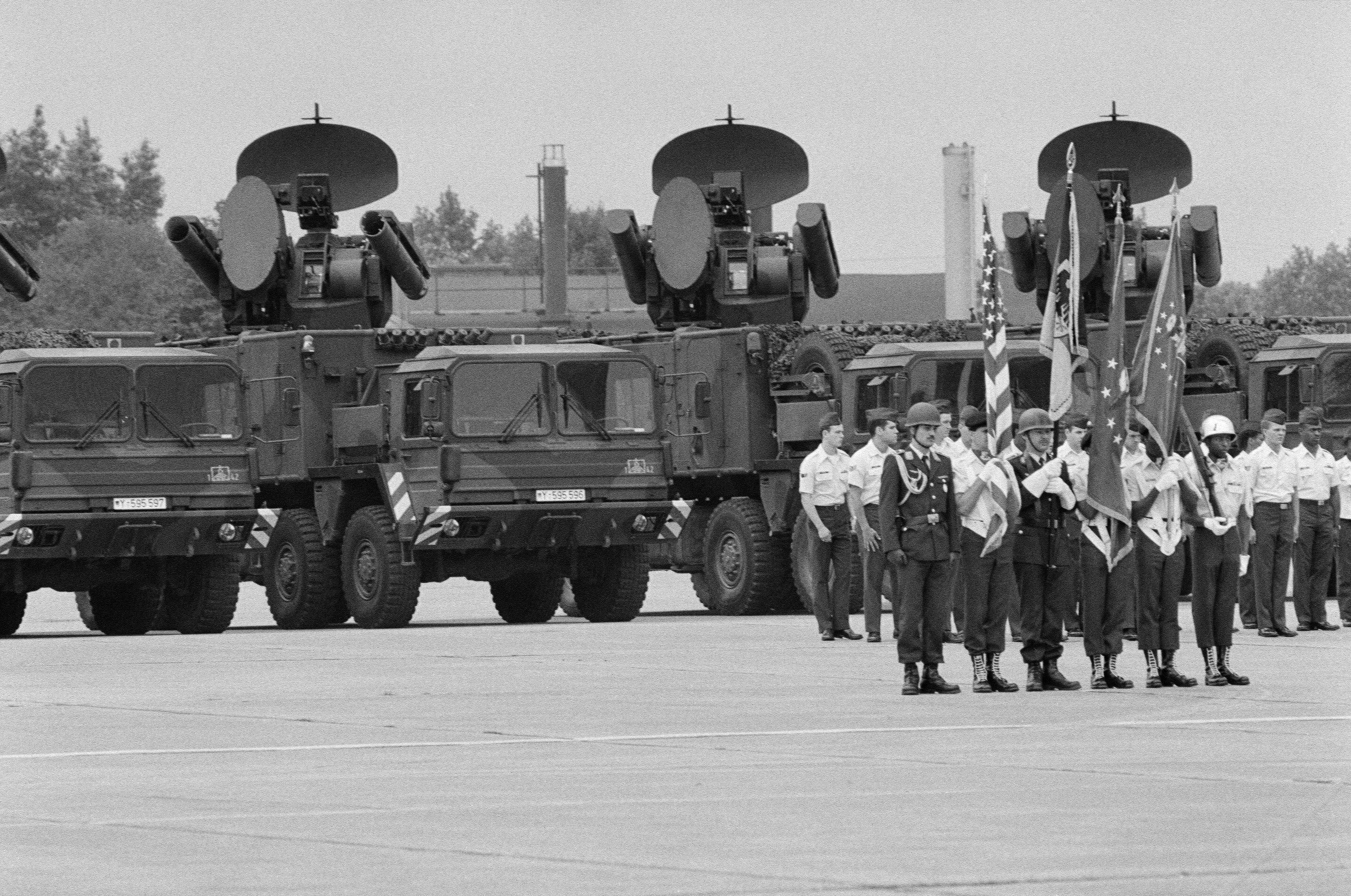
Paradeaufstellung der FlaRakGrp 42 (1988)

Die Nidder-Kaserne wurde als Lager Schöneck ab 1962 begründet. Die erste Einheit, die dort stationiert wurde, war das Flugabwehrraketenbataillon 23, die bis 1986 mit dem NIKE-Raketensystem ausgestattet war. Danach wurde diese Einheit in die Flugabwehrraketengruppe 42 umgewandelt und ab April 1987 mit dem Flugabwehrraketensystem Roland Rad (FRR) ausgerüstet.
Durch die Luftwaffenstruktur 5 wird die Flugabwehrraketengruppe 42 im Jahr 2002 aufgelöst und in eine gemischte Roland/HAWK Gruppe umgewandelt. Die HAWK-Raketen waren zu diesem Zeitpunkt bereits in der Ausphasung und wurden dort nicht mehr aufgestellt. Die neue Flugabwehrraketengruppe 14 wird jeweils an den Standorten Schöneck, Bad Arolsen und Burbach verteilt. Bereits am 31. Dezember 2003 wird die Einheit aufgrund erneuter Umstrukturierung von ihrem Einsatzauftrag entbunden und Ende 2004 aufgelöst.
Am 1. Juli 2005 wird die Kaserne geschlossen und der zivilen Nutzung zugeführt. Auf dem heutigen Gelände befindet sich heute das Gewerbegebiet Kilianstädten das der Grundstücksgesellschaft Nidder-Kaserne OHG gehört. Größtenteils wird es als Parkfläche genutzt. Die meisten Gebäude wurden abgebrochen.

## Einheiten

### Flugabwehrraketenbataillon 23
Das Flugabwehrraketenbataillon 23 wurde am 1. Oktober 1959 in Köln-Wahn aufgestellt und 1962 in das Lager Schöneck verlegt. Es war ab Oktober 1960 mit dem Raketensystem NIKE ausgerüstet. Ihr erster Kommandeur war Oberstleutnant Adolf Eckhardt. Es wurde 1986 in die Flugabwehrraketengruppe 42 umgewandelt. Es war gleichzeitig das Ende des Waffensystems NIKE. Weitere Standorte waren Bocholt, Gelsenkirchen, Kransberg, Heidenrod-Kemel, Gießen sowie ab 1966 in Lich.

### Flugabwehrraketengruppe 42
Die Flugabwehrraketengruppe 42 entstand 1986 aus der Flugabwehrraketenbataillon 23 und wurde ab 1987 mit dem Flugabwehrraketensystem ROLAND ausgerüstet. Es war von 1987 bis 1993 dem Flugabwehrraketenkommando 4 unterstellt. Ihr erster Kommandeur war Oberstleutnant Hans-Georg Romeike.
Ab 1993 dem Flugabwehrraketengeschwader 4. Im Jahr 1999 wurden die Einheit mit luftverlastbaren Fahrzeugen ausgestattet. Ab 2002 wurde die Einheit in die gemischte Flugabwehrraketengruppe 14 umgewandelt.
Damit war die Hauptaufgabe der Flugabwehrraketengruppe 42 mit ihren verschiedenen Staffeln der Schutz wichtiger Einrichtungen, wie z. B.
- Fliegerhorste der Luftwaffe (Nörvenich, Büchel, Pferdsfeld, Hopsten etc.)
- Fliegerhorsten der USA (im Rahmen des Roland-Patriot-Abkommens[3] von 1983 bei US Air Base Stationen in Deutschland wie: Ramstein, Spangdahlem, Rhein-Main, Sembach und Wiesbaden).

Die Einheit wurde 2005 aufgelöst, ihr letzter Kommandeur war Oberstleutnant Thomas Lorber.

## Ausrüstung

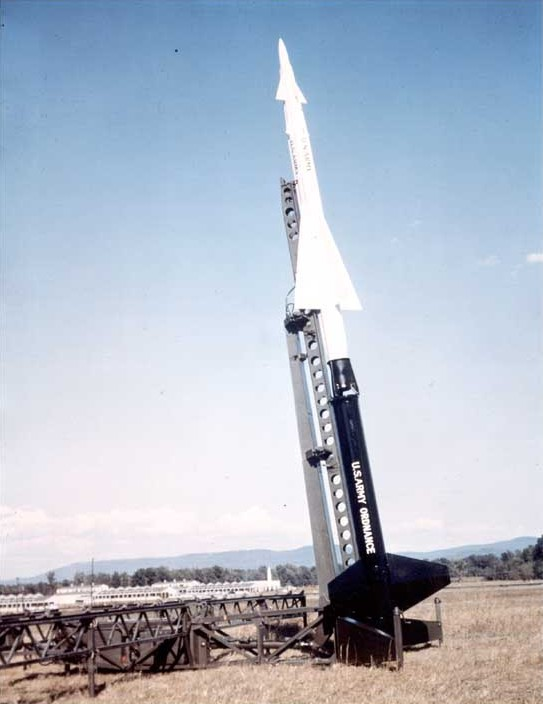
Raketensystem NIKE
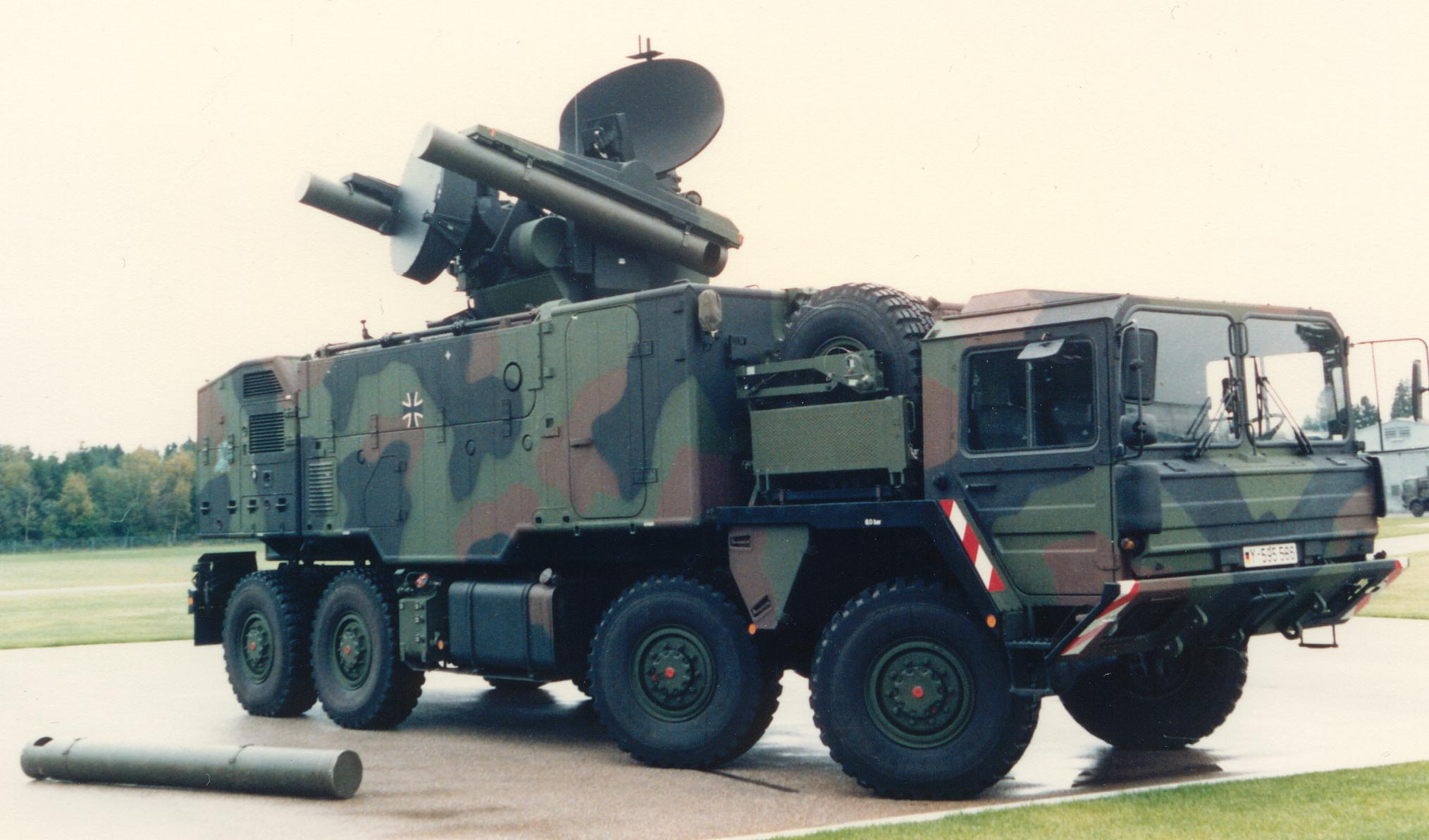
Waffensystem Roland (1987 bis 2005)
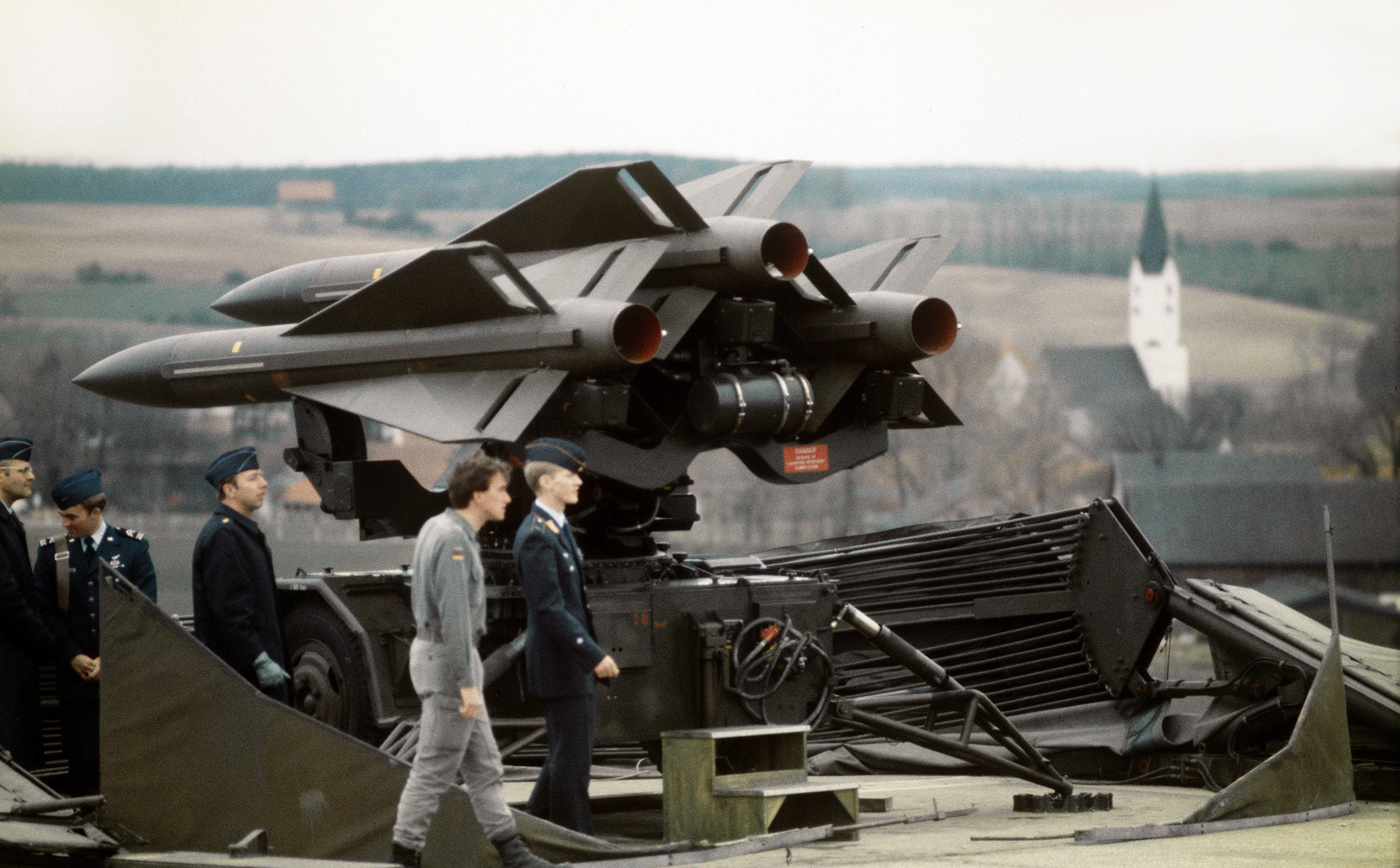
MIM-23 HAWK (war 2002 geplant)
Wappen der FlaRakGrp 14 (2002–2005)